# Fritzdorfer Windmühle

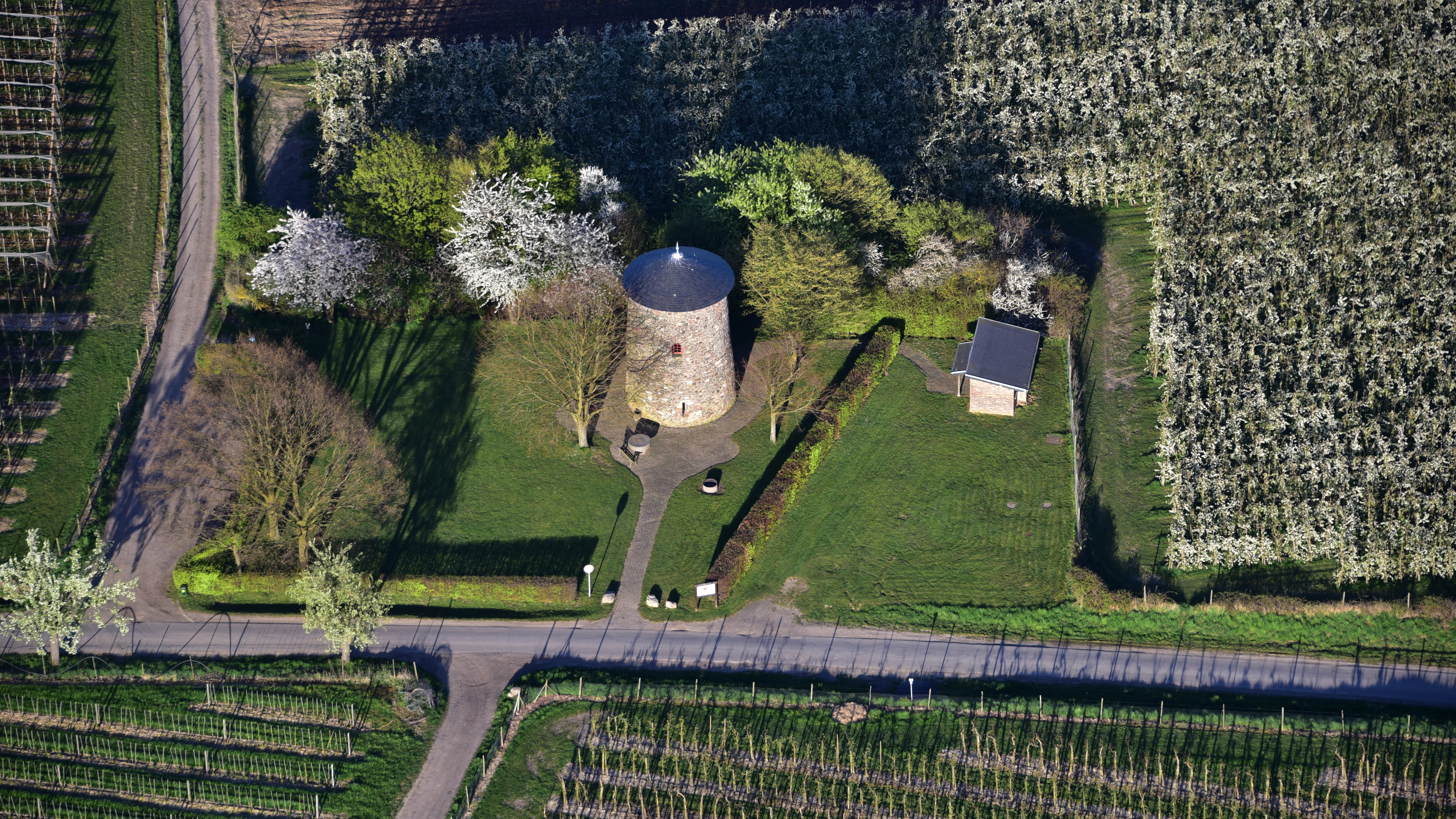
Fritzdorfer Windmühle, Luftaufnahme (2016)

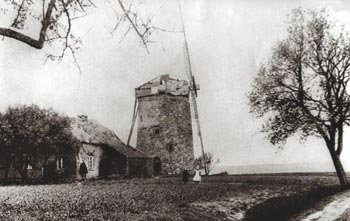
Die Windmühle um 1900

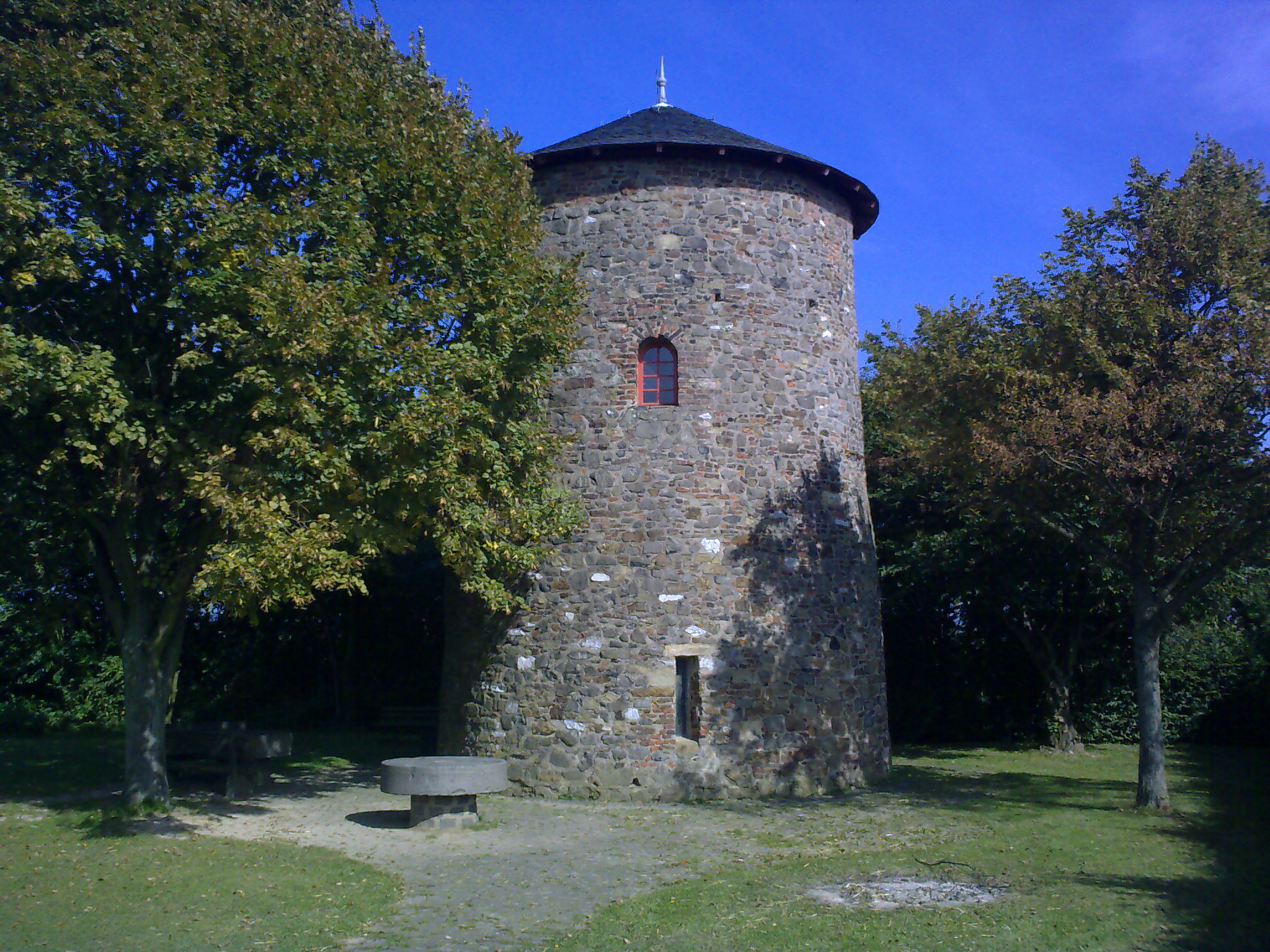
Heutiger Zustand (2010)

Die Fritzdorfer Windmühle, auch Windmühlenturm Fritzdorf genannt, ist eine der wenigen erhaltenen Windmühlengebäude in der Region des Kottenforstes und der angrenzenden Gebiete. Sie liegt südlich des gleichnamigen Ortes Fritzdorf in der Gemeinde Wachtberg im nordrhein-westfälischen Rhein-Sieg-Kreis, unmittelbar an der Grenze der Gemarkungen Ringen und Leimersdorf auf einer Anhöhe und ist das Wahrzeichen des Dorfes. Das Mühlengebäude steht als Baudenkmal unter Denkmalschutz.
Im Jahr 1842 wurde die Windmühle als dreistöckige steinerne Turmwindmühle (Turmholländer) errichtet. Das Baumaterial, Basalt, Grauwacke und Ziegelsteine, stammte aus der Ruine der verfallenen Burg Sommersberg. Die Mühle besaß eine über einen Steert drehbare Haube, darunter zwei Mahlgänge (Mahlboden), die das Mahlen von Getreide und Schälen von Gerste erlaubte. Im Stockwerk zwischen Erdgeschoss (Müllerwohnung) und Mahlwerk wurde das Getreide gelagert. Erbauer war ein westfälischer Müllergeselle namens Julius Robrecht aus Würgassen (Kreis Höxter), der auf seiner Walz nach Fritzdorf gekommen war und als erster Müller der neugebauten Mühle sich dort niederließ. Später errichtete er nach der Heirat mit einer Fritzdorferin 1839/40 neben der Mühle, zu der noch etwas Land gehörte, ein Wohnhaus mit Scheune und Stallungen, dazu ein Backhaus und grub einen ca. 27 m tiefen Brunnen. Im Erdgeschoss, in der ehemaligen Müllerwohnung, wurde nun aus Raps Öl geschlagen.
Um 1870 übernahm Josef Robrecht, einer der Söhne von Julius Robrecht, die Mühle, aber die ertragreichen Jahre gingen zu Ende. Die windabhängige Mühle war nicht mehr wirtschaftlich genug, um mit den neu errichteten Wassermühlen an der Ahr Schritt zu halten. So musste die Mühle 1895 stillgelegt werden – im selben Jahr starb auch Julius Robrecht im Alter von 84 Jahren. 1899 ging die Mühle in den Besitz des Rendanten der Pfarrgemeinde über, der Müller verarmte. 1907 wurden Meckenheim mit den Gemeinden Altendorf, Ersdorf und Lüftelberg Eigentümerin der alten Mühle und nahm den Mahlbetrieb noch einmal für zwei Jahre auf. Bereits um die Jahrhundertwende befand sich die Haube in einem desolaten Zustand. 1909 erfolgte dann die endgültige Stilllegung und die Niederlegung sämtlicher Nebengebäude. Das Mühleninventar wurde veräußert. Das Flügelkreuz, das sich noch über Jahre im Wind drehte, und die Haube verfielen mit der Zeit.
1978 wurde der Mühlenturm zu dessen Erhalt und Aufhalten seines stetigen Verfalls renoviert. In erster Linie wurde der obere Mauerkranz instand gesetzt, ein flaches Kegeldach aufgesetzt und die Treppen und Böden erneuert. Die erfolgreich abgeschlossene Renovierung wurde am 2. und 3. September 1978 mit einem Volksfest an der Windmühle begangen. Wenn auch der frühere Mühlencharakter durch Fehlen der Haube mit Flügelkreuz nicht mehr gewahrt wurde, konnte doch der Erhalt des seinerzeit 136 Jahre alten Turmgebäudes gewährleistet werden.
Heute dient die Mühle als Ort für Feiern und Veranstaltungen und kann von der Gemeinde Wachtberg angemietet werden.